# Nos Une Colombia
Nos Une Colombia fue una coalición política y electoral en Colombia de listas abiertas al Senado y Cámara de Representantes, y las elecciones presidenciales del 2022 por el sector religioso en Colombia, compuesta por los partidos Colombia Justa Libres y MIRA.
Fue lanzada el 3 de septiembre del 2021 mediante un video en el que intervinieron los presidentes de ambas colectividades y sus congresistas, conformando la primera coalición política del sector religioso en Colombia.

## Principios
Los cinco ejes temáticos que unen esta coalición son:
1. Empleo y emprendimiento para fomentar la equidad.
2. Agenda basada en el diálogo social.
3. Respeto, promoción y defensa de la libertad religiosa y de conciencia en Colombia.
4. Defensa de la familia.
5. Niñez y juventud.

## Composición
Partidos y movimientos políticos que componen la coalición:
| Partido               | Presidente             |
| --------------------- | ---------------------- |
| Colombia Justa Libres | Ricardo Arias Mora     |
| Partido Político MIRA | Carlos Eduardo Guevara |

El partido MIRA ha dicho que la coalición del sector religioso es exclusivamente para el Senado de la República y para Cámara de Representantes en varias regiones del país. En las listas que presentaron para el 2022 utilizaron en las tarjetas electorales los nombres de los partidos y sus correspondientes logos. En la lista al Senado se denomina coalición Colombia Justa Libres - MIRA en la que inscribieron 66 candidatos en voto preferente.

## Primera coalición del sector religioso en Colombia
La coalición Nos Une Colombia es la primera coalición del sector religioso en Colombia. La idea principal de la coalición es defender la libertad religiosa. Además, la coalición busca unir al sector religioso del país y formar una bancada fuerte y estable tanto en el senado como en la cámara de representantes.

## Elecciones parlamentarias
|  | 3,73 % |

|  | 1,78 % |

La coalición superó el umbral electoral por lo que los partidos que la conformaron continúan su existencia legal (personería jurídica) en Colombia, a la vez que lograron elegir 4 senadores y varios representantes a la Cámara.